# Parderrubias (Salceda de Caselas)
Parderrubias es una parroquia gallega situada en la provincia de Pontevedra, comunidad de Galicia; pertenece al municipio de Salceda de Caselas.

## Parroquias lindantes
- Entenza.
- A Picoña.
- Santa María de Salceda.
- Santo Estevo de Budiño.
- Soutelo (Salceda de Caselas).